# Brad McCrimmon
Brad Byron McCrimmon (né le 29 mars 1959 à Dodsland dans la province de la Saskatchewan au Canada - mort le 7 septembre 2011 à Iaroslavl en Russie) est un joueur professionnel de hockey sur glace ayant évolué dans la Ligue nationale de hockey (LNH). Il est devenu entraîneur.

## Carrière
McCrimmon eut la chance de faire partie d'un des repêchages les plus lucratifs de l'histoire de la LNH, soit lors de l'encan de 1979. il fut le choix de première ronde des Bruins de Boston, le 15e joueur à être sélectionné sur un éventail de joueurs plus prodigieux les uns que les autres, tel Mark Messier, Mike Gartner, Michel Goulet, Raymond Bourque et Dale Hunter pour ne nommer que ceux-ci.
Il évolua au niveau junior durant trois saisons avec les Wheat Kings de Brandon de la Ligue de hockey de l'Ouest. Lors de sa dernière année avec Brandon, l'équipe accéda à la finale de la Coupe Memorial, coupe qu'ils perdirent aux mains des Petes de Peterborough.
Pour la saison 1979-1980, il fit le bond directement du niveau junior à la LNH . Le solide défenseur joue les trois saisons suivantes avec les Bruins se permettant un total de 29 points ainsi qu'un différentiel de +27 lors de sa deuxième saison.
Au terme de la saison 1981-1982, à la suite de l'annonce du retrait de la compétition de leur gardien de buts Rogatien Vachon, Les Bruins effectuent alors une transaction avec les Flyers de Philadelphie pour mettre la main sur Pete Peeters mais pour ce faire Boston dut céder McCrimmon aux Flyers.
Il passera les cinq saisons suivantes avec les Flyers avec qui il connaitra ses meilleures années, récoltant même une impressionnante fiche de 56 points et un différentiel de + 83 en 1985-1986.
À l'été 1987, McCrimmon se joint aux Flames de Calgary et à sa première saison avec l'équipe, il domine la ligue au chapitre du différentiel avec + 48. Il a la chance à la fin de la saison 1988-1989 de remporter sa seule Coupe Stanley en carrière.
Il se verra par la suite être échangé aux Red Wings de Détroit pour qui il jouera durant trois saisons avant de se retrouver pour un autre trois saisons, cette fois avec les défunts Whalers de Hartford. McCrimmon signera ensuite un contrat à titre d'agent libre avec les Coyotes de Phoenix, mais après n'avoir joué que 37 parties avec ces derniers, il annoncera son retrait de la compétition.

### Carrière d'entraîneur
Dès la saison suivant sa retraite en tant que joueur, McCrimmon se trouve un poste d'entraîneur adjoint avec les Islanders de New York en 1997, il restera avec l'équipe durant un peu plus d'une saison avant d'accepter un poste d'entraîneur-chef avec les Broncos de Swift Current de la WHL.
Il revient dans la LNH  pour la saison 2000-2001 étant nommé entraîneur adjoint chez les Flames de Calgary. En 2003, il se joint aux Thrashers d'Atlanta pour combler encore une fois le poste d'adjoint.
Au début de la saison 2007-2008, l'entraîneur en chef Bob Hartley fut congédié et c'est le directeur général de l'équipe, Don Waddell, qui fut appelé à assumer le poste par intérim. Cependant, Waddell annonça le 1er janvier 2008 que Brad McCrimmon serait l'entraîneur associé pour le reste de la saison. Neuf ans après avoir accroché ses patins, McCrimmon a ainsi la chance de diriger pour la première fois un club de la LNH.
Le 7 septembre 2011, il meurt dans l'accident de l'avion transportant le Lokomotiv Iaroslavl à destination de Minsk en Biélorussie. L'avion de ligne, de type Yakovlev Yak-42,  s'écrase peu après son décollage de l'aéroport Tounochna de Iaroslavl, faisant 44 morts parmi les 45 occupants.

## Statistiques
| Saison     | Équipe                 | Ligue      |       | Saison régulière | Saison régulière | Saison régulière | Saison régulière | Saison régulière | Saison régulière |    | Séries éliminatoires | Séries éliminatoires | Séries éliminatoires | Séries éliminatoires | Séries éliminatoires | Séries éliminatoires |
| Saison     | Équipe                 | Ligue      | PJ    | B                | A                | Pts              | Pun              | +/-              | PJ               | B  | A                    | Pts                  | Pun                  | +/-                  |                      |                      |
| 1976-1977  | Wheat Kings de Brandon | LHOu       | 72    | 18               | 66               | 84               | 96               | -                | 15               | 3  | 10                   | 13                   | 16                   | -                    |                      |                      |
| 1977-1978  | Wheat Kings de Brandon | LHOu       | 65    | 19               | 78               | 97               | 245              | -                | 8                | 2  | 11                   | 13                   | 20                   | -                    |                      |                      |
| 1978-1979  | Wheat Kings de Brandon | LHOu       | 66    | 24               | 74               | 98               | 139              | -                | 22               | 9  | 19                   | 28                   | 34                   | -                    |                      |                      |
| 1979       | Wheat Kings de Brandon | Memorial   | -     | -                | -                | -                | -                | -                | 5                | 0  | 5                    | 5                    | 10                   | -                    |                      |                      |
| 1979-1980  | Bruins de Boston       | LNH        | 72    | 5                | 11               | 16               | 94               | -3               | 10               | 1  | 1                    | 2                    | 28                   | -                    |                      |                      |
| 1980-1981  | Bruins de Boston       | LNH        | 78    | 11               | 18               | 29               | 148              | +27              | 3                | 0  | 1                    | 1                    | 2                    | -                    |                      |                      |
| 1981-1982  | Bruins de Boston       | LNH        | 78    | 1                | 8                | 9                | 83               | +4               | 2                | 0  | 0                    | 0                    | 2                    | -                    |                      |                      |
| 1982-1983  | Flyers de Philadelphie | LNH        | 79    | 4                | 21               | 25               | 61               | +24              | 3                | 0  | 0                    | 0                    | 4                    | -                    |                      |                      |
| 1983-1984  | Flyers de Philadelphie | LNH        | 71    | 0                | 24               | 24               | 76               | +19              | 1                | 0  | 0                    | 0                    | 4                    | -                    |                      |                      |
| 1984-1985  | Flyers de Philadelphie | LNH        | 66    | 8                | 35               | 43               | 81               | +52              | 11               | 2  | 1                    | 3                    | 15                   | -                    |                      |                      |
| 1985-1986  | Flyers de Philadelphie | LNH        | 80    | 13               | 43               | 56               | 85               | +83              | 5                | 2  | 0                    | 2                    | 2                    | -                    |                      |                      |
| 1986-1987  | Flyers de Philadelphie | LNH        | 71    | 10               | 29               | 39               | 52               | +45              | 26               | 3  | 5                    | 8                    | 30                   | -                    |                      |                      |
| 1987-1988  | Flames de Calgary      | LNH        | 80    | 7                | 35               | 42               | 98               | +48              | 9                | 2  | 3                    | 5                    | 22                   | +6                   |                      |                      |
| 1988-1989  | Flames de Calgary      | LNH        | 72    | 5                | 17               | 22               | 96               | +43              | 22               | 0  | 3                    | 3                    | 30                   | +4                   |                      |                      |
| 1989-1990  | Flames de Calgary      | LNH        | 79    | 4                | 15               | 19               | 78               | +18              | 6                | 0  | 2                    | 2                    | 8                    | 0                    |                      |                      |
| 1990-1991  | Red Wings de Détroit   | LNH        | 64    | 0                | 13               | 13               | 81               | +7               | 7                | 1  | 1                    | 2                    | 21                   | +3                   |                      |                      |
| 1991-1992  | Red Wings de Détroit   | LNH        | 79    | 7                | 22               | 29               | 118              | +39              | 11               | 0  | 1                    | 1                    | 8                    | -4                   |                      |                      |
| 1992-1993  | Red Wings de Détroit   | LNH        | 60    | 1                | 14               | 15               | 71               | +21              | -                | -  | -                    | -                    | -                    | -                    |                      |                      |
| 1993-1994  | Whalers de Hartford    | LNH        | 65    | 1                | 5                | 6                | 72               | -7               | -                | -  | -                    | -                    | -                    | -                    |                      |                      |
| 1994-1995  | Whalers de Hartford    | LNH        | 33    | 0                | 1                | 1                | 42               | +7               | -                | -  | -                    | -                    | -                    | -                    |                      |                      |
| 1995-1996  | Whalers de Hartford    | LNH        | 58    | 3                | 6                | 9                | 62               | +15              | -                | -  | -                    | -                    | -                    | -                    |                      |                      |
| 1996-1997  | Coyotes de Phoenix     | LNH        | 37    | 1                | 5                | 6                | 18               | +2               | -                | -  | -                    | -                    | -                    | -                    |                      |                      |
| Totaux LNH | Totaux LNH             | Totaux LNH | 1 222 | 81               | 322              | 403              | 1 416            | +444             | 116              | 11 | 18                   | 29                   | 176                  |                      |                      |                      |
| Totaux WHL | Totaux WHL             | Totaux WHL | 203   | 61               | 218              | 279              | 480              |                  | 45               | 14 | 40                   | 54                   | 70                   |                      |                      |                      |

### Statistiques internationale
| Année | Équipe         | Compétition |   | PJ | B | A | Pts | Pun                |  | Résultat |
| 1978  | Canada -20 ans | CM -20 ans  | 6 | 0  | 2 | 2 | 4   | Médaille de bronze |  |          |
| 1979  | Canada -20 ans | CM -20 ans  | 5 | 1  | 2 | 3 | 2   | 5e rang            |  |          |

### Statistiques d'entraîneur
| Saison    | Équipe              | Ligue |    | PJ | V  | D | N | Pr              |  | Classement final |
| 1998-1999 | Blades de Saskatoon | LHOu  | 72 | 16 | 49 | 7 | 0 | 6e division Est |  |                  |
| 1999-2000 | Blades de Saskatoon | LHOu  | 72 | 34 | 27 | 8 | 3 | 2e division Est |  |                  |

## Honneurs et trophées
Western Canadian Junior Hockey League
- Membre de la première équipe d'étoiles en 1978.

Ligue de hockey de l'Ouest
- Gagnant du Trophée Bill Hunter Memorial remis au meilleur défenseur de la ligue en 1978.
- Membre de la première équipe d'étoiles en 1979.
- Membre de l'équipe d'étoiles du tournoi de la Coupe Memorial en 1979.

Championnat du monde junior de hockey sur glace
- Vainqueur de la médaille de bronze avec l'équipe junior du Canada en 1978.

Ligue nationale de hockey
- Gagnant du Trophée plus-moins de la LNH en 1988.
- Membre de la deuxième équipe d'étoiles en 1988.
- Participation au Match des étoiles en 1988.
- Vainqueur de la Coupe Stanley en 1989.

### Transactions
- 1979 ; repêché par les Bruins de Boston ( 1er choix de l'équipe, 15e au total).
- 9 juin 1982 ; échangé par les Bruins aux Flyers de Philadelphie en retour de Pete Peeters.
- 26 août 1987 ; échangé par les Flyers aux Flames de Calgary en retour du choix de troisième ronde des Flames au repêchage de 1988 (Dominic Roussel) et de leurs choix de première ronde au repêchage de 1989 (échangé ultérieurement aux Maple Leafs de Toronto qui y sélectionnèrent Steve Bancroft).
- 15 juin 1990 ; échangé par les Flames aux Red Wings de Détroit en retour du choix de deuxième ronde des Red Wings au repêchage de 1990 (échangé ultérieurement aux Devils du New Jersey qui y sélectionnèrent David Harlock) .
- 1er juin 1993 ; échangé par les Red Wings aux Whalers de Hartford en retour du choix de troisième ronde des Red Wings au repêchage de 1993 (acquis précédemment, les Red Wings y sélectionnent Tim Spitzig) .
- 16 juillet 1996 ; signe à titre d'agent libre avec les Coyotes de Phoenix.
- été 1997 ; nommé entraîneur-adjoint des Islanders de New York.
- 1998 ; nommé entraineur-chef des Blades de saskatoon de la Ligue de hockey de l'Ouest.
- 8 août 2000 ; nommée entraîneur-adjoint des Flames de Calgary.
- 2003 ; nommé entraineur-adjoint des Thrashers d'Atlanta.
- 1er janvier 2008 ; nommé entraîneur associé des Thrashers d'Atlanta.